# 米川伸生
米川 伸生（よねかわ のぶお、1966年7月18日 - ）は、回転寿司評論家である。

## プロフィール
東京都出身。慶應義塾中等部、慶應義塾高等学校を経て、慶應義塾大学法学部法律学科を卒業後、泉麻人事務所にて作家活動に従事。放送作家・ライターとしてテレビ番組や雑誌などで多くの企画に関わる。
2000年より、回転寿司評論家としての活動を開始。2007年、TVチャンピオン2回転寿司通選手権で優勝。現在はblog「回転寿司を愛してる！」で、回転寿司を食べ歩いている模様をUPしている。
箸が正しく持てない。
大洋ホエールズ時代からの横浜DeNAベイスターズファンであり、さくまあきらとともに「ベイスターズぼやき漫談」を開催している。

## 著書
- 「回転寿司の経営学」（東洋経済新報社）
- 「首都圏厳選　回転寿司激うまバイブル2010」（双葉社）
- 「toto BIG必勝バイブル」（主婦の友社）
- 「平成ことわざ笑辞苑」（雄鳥社）